# Yupan (distrito)
Yupan é um distrito peruano localizado na Província de Corongo, departamento Ancash. Sua capital é a cidade de Yupan.

## Transporte
O distrito de Yupan é servido pela seguinte rodovia:
- PE-3N, que liga o distrito de La Oroya (Região de Junín) à Puerto Vado Grande (Fronteira Equador-Peru) no distrito de Ayabaca (Região de Piura)
- PE-3NA, que liga o distrito de La Pampa à cidade de Tauca [2][3][4]